# 배틀존 (1980년 비디오 게임)
《배틀존》(Battlezone)은 아타리 주식회사가 제작한 일인칭 슈팅 차량 전투 게임이다. 아케이드 전용으로 개발돼 1980년 11월 처음 발매됐다. 벡터 그래픽스으로 3차원 환경을 구현해 역사상 최초의 3D 아케이드 게임이자 비디오 게임 산업에서 상업적 성공을 거둔 최초의 일인칭 슈팅 게임으로 거론된다.
플레이어는 탱크를 조종해 적들을 격추하는 것이 목표이다. 창에 존재하는 감지망을 통해 주위의 적과 장애물을 포착할 수 있다.
에드 롯버그가 기획했으며 아타리의 1974년 슈팅 게임 《탱크》에 기반했다. 일본에서는 1981년 세가와 타이토가 배급했다.

## 게임플레이

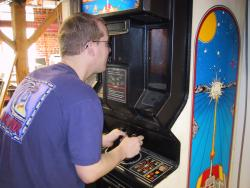
Two joysticks control the player's tank. Instructions on their use are printed on the cabinet.

《배틀존》은 흑백 벡터 모니터상에 표시되는 와이어프레임 모델 벡터 그래픽스을 사용한다.

## '더 브래들리 트레이너'

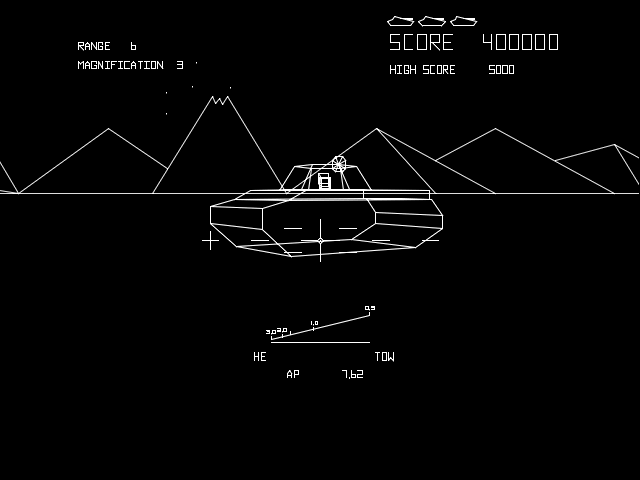
A standard enemy tank in the player's sights in The Bradley Trainer.

변형판으로 미국 육군이 M2/M3 브래들리 사격수 훈련을 위해 설계된 《더 브래들리 트레이너》가 존재한다. 은퇴한 장군들로 구성된 자문회가 요청해 제작됐다.

## 같이 보기
- 아케이드 비디오 게임의 황금기